# 永江純一

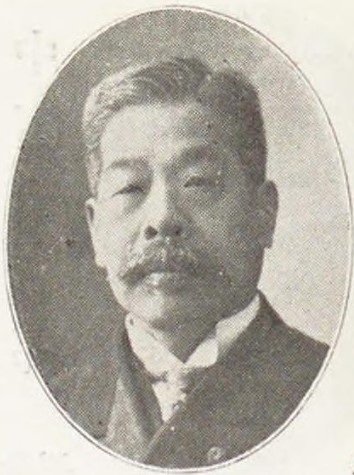
永江純一

永江 純一（ながえ じゅんいち、1853年3月18日（嘉永6年2月9日）- 1917年（大正6年）12月9日）は、日本の実業家、政治家。衆議院議員。

## 経歴
筑後国三池郡江浦村（現:福岡県みやま市）で、永江藤次郎の長男として生まれる。中野南強から漢学を学び、西田幹治郎の私塾を経て、平戸に遊学。明治維新後、長崎で英学を東京で法律を学んだ。弟の死去に伴い帰郷した。野田卯太郎らの同志と自由民権運動に尽力。また、同志と筑後白日会を結成し国権主義を主張した。
1878年、永治村戸長に就任。その後、江浦村戸長を兼務し、三池郡町村連合会議員、福岡県会議員を歴任。1892年2月の第2回衆議院議員総選挙の選挙運動中に政敵の迫害を受け、大牟田川畔で襲撃を受けて足を負傷し歩行が困難となった。同年10月、県会議員を辞職。
1886年10月、同志と三池銀行を設立し頭取に就任。その他、三池土木取締役、三池紡績取締役、九州肥料取締役、九州紡績取締役、鐘淵紡績取締役などを務めた。
1898年3月、第5回総選挙で福岡県第六区から出馬して当選。その後、第6回、第10回、第11回、第12回総選挙で当選し、衆議院議員を通算5期務めた。この間、立憲政友会幹事長となる。